# Salix schwerinii
Salix schwerinii là một loài thực vật có hoa trong họ Liễu. Loài này được E.L. Wolf miêu tả khoa học đầu tiên năm 1929.